# 夏刚 (1917年)
夏刚（1917年7月—2017年8月29日），安徽省定远县人，中华人民共和国政治人物。

## 生平
1939年3月参加中国工农红军，1941年3月加入中国共产党。后担任安徽省卫生厅办公室副主任，安徽省建委办公室副主任，安徽省建委职工医院党委书记、院长等职。1982年12月离休。2017年8月29日，在合肥逝世，享年100岁。